# Paraophthalmidium
Paraophthalmidium es un género de foraminífero bentónico de la familia Ophthalmidiidae, de la superfamilia Cornuspiroidea, del suborden Miliolina y del orden Miliolida. Su especie tipo es Paraophthalmidium carpathicum. Su rango cronoestratigráfico abarca el Carniense (Triásico superior).

## Discusión
Clasificaciones más recientes incluyen Paraophthalmidium en la superfamilia Nubecularioidea.

## Clasificación
Paraophthalmidium incluye a las siguientes especies:
- Paraophthalmidium carpathicum †
- Paraophthalmidium salaji †